# KylieFever2002: Live in Manchester
KylieFever2002: Live in Manchester je DVD avstralske pop pevke Kylie Minogue, ki so ga posneli 4. maja 2002 v areni Manchester v Manchestru, Anglija na njeni turneji KylieFever2002. DVD vključuje dvourni koncert, trideset minut dokumentarnega filma o dogodkih za kamerami, nastope v živo s pesmimi »Cowboy Style«, »Light Years«/»I Feel Love«, »I Should Be So Lucky« in »Burning Up« ter fotogalerijo. Izdali so tudi različico DVD-ja z vrhunci s turneje KylieFever2002, a v omejeni izdaji. DVD KylieFever2002: Live in Manchester je zasedel šestnajsto mesto na Billboardovi lestvici najboljših videospotov.

## Seznam pesmi
DVD
1. »Come into My World«
2. »Shocked«
3. »Love at First Sight«
4. »Fever«
5. »Spinning Around«
6. »The Crying Game Medley«
7. »GBI: German Bold Italic«
8. »Confide in Me«
9. »Cowboy Style«
10. »Kids«
11. »On a Night Like This«
12. »Locomotion«
13. »In Your Eyes«
14. »Limbo«
15. »Light Years«/»I Feel Love«
16. »I Should Be So Lucky«/»Dreams«
17. »Burning Up«
18. »Better the Devil You Know«
19. »Can't Get You Out of My Head«

Dodatni CD
1. »Come into My World«
2. »Shocked«
3. »Love at First Sight«
4. »Fever«
5. »Spinning Around«
6. »The Crying Game Medley«
7. »Confide in Me«
8. »Cowboy Style«
9. »Kids«
10. »On a Night Like This«
11. »Locomotion«
12. »In Your Eyes«
13. »Better the Devil You Know«
14. »Can't Get You Out of My Head«